# И то се зове срећа
И то се зове срећа је југословенска телевизијска серија, снимљена у продукцији Телевизије Београд. Аутори серије били су сценариста Властимир Радовановић, и режисер Дејан Ћорковић. Серија има 4 епизоде и снимана је током 1987. године.

## Списак епизода
| Епизода                | Прво приказивање |
| ---------------------- | ---------------- |
| 1. Као кец на десетку  | 5. јул 1987.     |
| 2. Мућка               | 12. јул 1987.    |
| 3. Бог и батина        | 19. јул 1987.    |
| 4. Карте су напаковане | 26. јул 1987.    |

## Улоге
| Глумац                   | Улога                         |
| ------------------------ | ----------------------------- |
| Љубиша Самарџић          | Цветковић „Баћа“              |
| Воја Брајовић            | Илија „Ицко“                  |
| Снежана Савић            | Маца                          |
| Миодраг Андрић           | Јова                          |
| Мило Мирановић           | Ђука                          |
| Даница Максимовић        | Дези                          |
| Велимир Бата Живојиновић | Бора                          |
| Миленко Павлов           | Вуле                          |
| Ружица Сокић             | Деса                          |
| Лидија Плетл             | Ружа                          |
| Божидар Стошић           | Зрле                          |
| Иван Бекјарев            | Коле                          |
| Аљоша Вучковић           | Гага                          |
| Душан Почек              | Стева                         |
| Мирослав Жужић           | Веља                          |
| Мирослав Бијелић         | Јовица                        |
| Александар Хрњаковић     | Шеф рачуноводства             |
| Рада Ђуричин             | Вера, Ицкова жена             |
| Милутин Мићовић          | Јовановић                     |
| Драгомир Чумић           | Љуба                          |
| Богић Бошковић           | Здравко                       |
| Радмило Ћурчић           | Коцкар из Америке             |
| Снежана Младеновић       | Секретарица Нађа              |
| Јелена Тинска            | Радница у Протеинекспорту     |
| Михајло Бата Паскаљевић  | Радник у Протеинекспорту 1    |
| Маро Браило              | Радник у Протеинекспорту 2    |
| Душан Голумбовски        | Представник из иностранства 1 |
| Миња Војводић            | Представник из иностранства 2 |
| Весна Малохоџић          | Тржишна инспекторка           |
| Александар Тодоровић     | Тржишни инспектор 1           |
| Никола Симјановић        | Тржишни инспектор 2           |
| Љубомир Ћипранић         | Молер 1                       |
| Младен Недељковић        | Молер 2                       |
| Ратко Милетић            | Молер 3                       |
| Ранко Ковачевић          | Келнер                        |
| Велимир Радоњић          |                               |
| Србољуб Чутурило         |                               |
| Бранислав Дамњановић     |                               |
| Мирољуб Димитријевић     |                               |

Комплетна ТВ екипа  ▼
| Редитељ                   | Дејан Ћорковић        | (4 еп. 1987)                       |
| Сценариста                | Властимир Радовановић | (4 еп. 1987)                       |
| Продуцент                 | Петар Галовић         | продуцент (4 еп. 1987)             |
| Композитор                | Војкан Борисављевић   | (4 еп. 1987)                       |
| Директор фотографије      | Милан Стефановић      | (4 еп. 1987)                       |
| Монтажер                  | Слободан Бајкић       | (4 еп. 1987)                       |
| Монтажер                  | Иванка Правица        | (4 еп. 1987)                       |
| Сценограф                 | Живорад Кукић         | (4 еп. 1987)                       |
| Уметнички директор        | Вуко Перовић          | (4 еп. 1987)                       |
| Костимограф               | Хајдана Булајић       | (4 еп. 1987)                       |
| Одсек за шминку           | Љубица Џунић          | шминкерка (4 еп. 1987)             |
| Одсек за шминку           | Јасна Поштић          | асистент шминкера (4 еп. 1987)     |
| Менаџер продукције        | Ивана Обрадовић       | директор филма (4 еп. 1987)        |
| Менаџер продукције        | Радомир Рајковић      | вођа снимања (4 еп. 1987)          |
| Помоћник режије           | Гордана Павловић      | помоћник редитеља (4 еп. 1987)     |
| Помоћник режије           | Љубомир Радовановић   | помоћник редитеља (4 еп. 1987)     |
| Уметнички одсек           | Милан Лалић           | набавни реквизитер (4 еп. 1987)    |
| Уметнички одсек           | Златко Мрдаљ          | сценски реквизитер (4 еп. 1987)    |
| Уметнички одсек           | Зоран Прерадовић      | сценски реквизитер (4 еп. 1987)    |
| Одсек за звук             | Мирослав Белановић    | тон мајстор (4 еп. 1987)           |
| Одсек за звук             | Вања Дубајић          | микроман (4 еп. 1987)              |
| Одсек за звук             | Влада Дујић           | микроман (4 еп. 1987)              |
| Одсек за звук             | Радивоје Кипић        | микроман (4 еп. 1987)              |
| Одсек за звук             | Небојша Мијовић       | микроман (4 еп. 1987)              |
| Одсек за звук             | Бошко Николић         | тон мајстор (4 еп. 1987)           |
| Одсек за звук             | Дивна Рајић           | тон мајстор (4 еп. 1987)           |
| Одсек за звук             | Никола Стокановић     | микроман (4 еп. 1987)              |
| Одсек за камеру и расвету | Бранко Буњичевић      | сниматељ (4 еп. 1987)              |
| Одсек за камеру и расвету | Милован Ђорђевић      | сниматељ (4 еп. 1987)              |
| Одсек за камеру и расвету | Раде Јоановиц         | пратилац камере (4 еп. 1987)       |
| Одсек за камеру и расвету | Петар Левајац         | сценски мајстор (4 еп. 1987)       |
| Одсек за камеру и расвету | Ирена Милошевић       | сниматељ (4 еп. 1987)              |
| Одсек за камеру и расвету | Андра Полети          | пратилац камере (4 еп. 1987)       |
| Одсек за камеру и расвету | Слободан Ратковић     | пратилац камере (4 еп. 1987)       |
| Одсек за камеру и расвету | Илија Спасеновић      | сценски мајстор (4 еп. 1987)       |
| Одсек за камеру и расвету | Мариус Тоадер         | пратилац камере (4 еп. 1987)       |
| Одсек за камеру и расвету | Ружица Тубић          | вођа расвете (4 еп. 1987)          |
| Одсек за костим           | Софија Боцић          | асистент костимографа (4 еп. 1987) |
| Одсек за костим           | Маја Видановић        | гардеробер (4 еп. 1987)            |
| Одсек за монтажу          | Добросав Милорадовић  | графички едитор (4 еп. 1987)       |
| Одсек за монтажу          | Драган Самац          | видео миксер (4 еп. 1987)          |
| Музички одсек             | Мики Тодоровић        | Снимач звука (4 еп. 1987)          |
| Остала екипа              | Србислав Кузмановић   | (4 еп. 1987)                       |
| Остала екипа              | Нада Петернек         | секретар режије (4 еп. 1987)       |